# تشارلز بوتشيل
تشارلز بوتشيل (بالإنجليزية: Charles Buchel)‏ رسام بريطاني (ولد عام 1872) وتلقى تعليمة في الأكاديمية الملكية للفنون ، رسم العديد من اللوحات لمسرحيات شكسبير، اشهرها لوحاته لوحة مسرحية تاجر البندقية.